# Andrés Héctor Carvallo

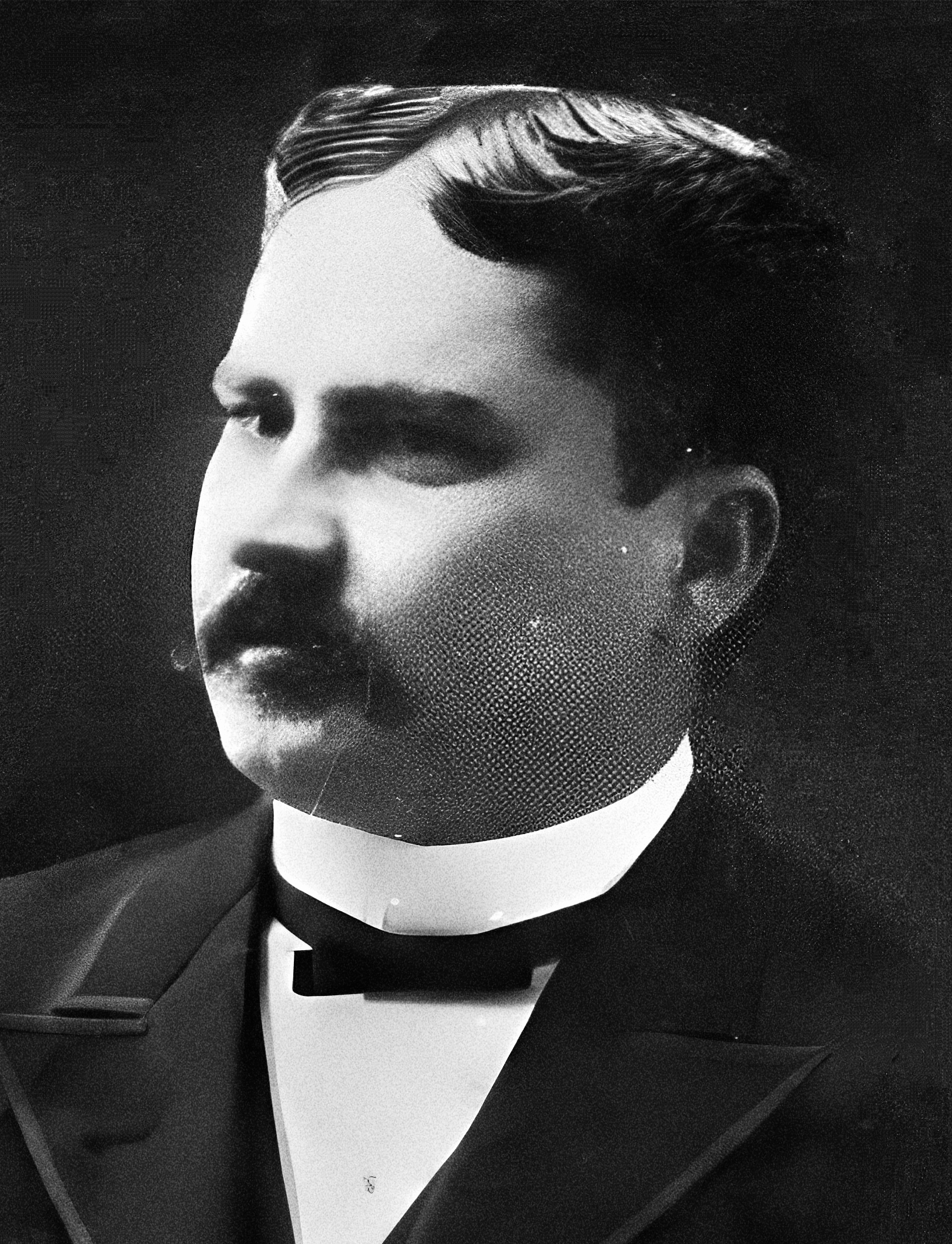
Andrés Héctor Carvallo

Andrés Héctor Carvallo Acosta (* 8. November 1862 in Asunción; † 16. August 1934 ebenda) war ein paraguayischer Politiker der Partido Colorado, der unter anderem 1902 Präsident von Paraguay war.

## Leben
Andrés Héctor Carvallo Acosta, Sohn des Chilenen Emeterio Carvallo und von Saturnina Acosta, wurde bei den Wahlen vom 8. Februar 1891 für die Partido Colorado zum Mitglied der Abgeordnetenkammer (Cámara de Diputados) gewählt und gehörte dieser bis zum 1. November 1896 an. Er war zunächst Sekretär des Parlamentspräsidiums und fungierte als Nachfolger von Zacarías Samaniego zwischen April 1891 und seiner Ablösung durch Rufino Mazó im Oktober 1892 als Präsident der Abgeordnetenkammer. Er wurde 1897 Mitglied des Senats (Senado de Paraguay).
Am 25. November 1898 wurde Carvallo Vizepräsident von Paraguay und bekleidete dieses Amt bis zum 9. Januar 1902. Nachdem der bisherige Amtsinhaber Emilio Aceval am 9. Januar 1902 durch den Militärputsch von Juan Antonio Escurra und Fulgencio Moreno, die zu den Caballeristas gehörten, beendet wurde, übernahm Carvallo als Vizepräsident kraft Amtes den Posten als Präsident von Paraguay und hatte diesen bis zum regulären Ende der vierjährigen Amtszeit am 25. November 1902 inne. Seiner Regierung gehörten Fulgencio Moreno als Finanzminister, Eduardo Fleytas als Innenminister, José Irala als Minister für Justiz, Religion und öffentliche Bildung, Juan Antonio Escurra als Kriegs- und Marineminister und Manuel Domínguez als Außenminister an. Während seiner Amtszeit wurde das Republikanische Manifest verabschiedet, welches die Verkündung des Alters- und Pensionsgesetzes, die Ermächtigung zur Ausgabe von Nickelmünzen im Wert von bis zu 300.000 US-Dollar, deren Erlös für den Bau von Gebäuden und die Förderung der Bildung verwendet werden muss, ein neues Darlehen an die Banco Agrícola über 1.000.000 US-Dollar, die Verkündung des Sonntagsruhegesetzes und Festlegung von Feiertagen für die Hauptstadt vorsah. Im Anschluss wurde Juan Antonio Escurra am 25. November 1902 neuer Staatspräsident.
Aus seiner Ehe mit Margarita Salomoni gingen die Margarita, Andrés Héctor, Rosa Saturnina, María Ester, Alberto Horacio, Aníbal Hernán, Arístides Hipólito und Ercilia hervor.